# شناسه آی۱۰
شناسه آی۱۰ (به انگلیسی: I10-index)، شاخصی برای سنجش اعتبار مقالات ارائه‌شده توسط یک نویسنده است که از تیرماه سال ۱۳۹۰ توسط شرکت گوگل و در زیرمجموعه گوگل اسکالر رونمایی شده‌است.
این شناسه بیان می‌دارد که چند مقاله از یک نویسنده دارای حداقل ۱۰ ارجاع می‌باشد.